# Британські Віргінські Острови на літніх Олімпійських іграх 2016
Британські Віргінські Острови на літніх Олімпійських іграх 2016 були представлені 4 спортсменами у двох видах спорту. Жодної медалі олімпійці Британських Віргінських Островів не завоювали.

## Спортсмени
| Дисципліна     | Чоловіки | Жінки | Разом |
| -------------- | -------- | ----- | ----- |
| Легка атлетика | 1        | 2     | 3     |
| Плавання       | 0        | 1     | 1     |
| Разом          | 1        | 3     | 4     |

## Легка атлетика
Легенда
- Note – для трекових дисциплін місце вказане лише для забігу, в якому взяв участь спортсмен
- Q = пройшов у наступне коло напряму
- q = пройшов у наступне коло за добором (для трекових дисциплін - найшвидші часи серед тих, хто не пройшов напряму; для технічних дисциплін - увійшов до визначеної кількості фіналістів за місцем якщо напряму пройшло менше спортсменів, ніж визначена кількість)
- NR = Національний рекорд
- N/A = Коло відсутнє у цій дисципліні
- Bye = спортсменові не потрібно змагатися у цьому колі

Трекові і шосейні дисципліни
| Спортсмен             | Дисципліна                | Попередній забіг | Попередній забіг | Чвертьфінал | Чвертьфінал | Півфінал         | Півфінал         | Фінал            | Фінал            |
| Спортсмен             | Дисципліна                | Результат        | Місце            | Результат   | Місце       | Результат        | Місце            | Результат        | Місце            |
| --------------------- | ------------------------- | ---------------- | ---------------- | ----------- | ----------- | ---------------- | ---------------- | ---------------- | ---------------- |
| Таесія Герріген-Скотт | біг на 100 метрів (жінки) | Bye              | Bye              | 11.54       | 6           | Завершила виступ | Завершила виступ | Завершила виступ | Завершила виступ |
| Ешлі Келлі            | біг на 200 метрів (жінки) | 23.61            | 5                | Н/Д         | Н/Д         | Завершила виступ | Завершила виступ | Завершила виступ | Завершила виступ |

Технічні дисципліни
| Спортсмен    | Дисципліна                | Кваліфікація       | Кваліфікація | Фінал              | Фінал           |
| Спортсмен    | Дисципліна                | Результат у метрах | Місце        | Результат у метрах | Місце           |
| ------------ | ------------------------- | ------------------ | ------------ | ------------------ | --------------- |
| Елдред Генрі | штовхання ядра (чоловіки) | 17.07              | 34           | Завершив виступ    | Завершив виступ |

## Плавання
| Спортсмен      | Дисципліна                       | Попередній заплив | Попередній заплив | Півфінал         | Півфінал         | Фінал            | Фінал            |
| Спортсмен      | Дисципліна                       | Час               | Місце             | Час              | Місце            | Час              | Місце            |
| -------------- | -------------------------------- | ----------------- | ----------------- | ---------------- | ---------------- | ---------------- | ---------------- |
| Elinah Phillip | 50 метрів вільним стилем (жінки) | 26.26             | 48                | Завершила виступ | Завершила виступ | Завершила виступ | Завершила виступ |